# Élections législatives de 1893 dans le Finistère
Les élections législatives dans le Finistère ont lieu les dimanches 20 août 1893 et 3 septembre 1893. Elles ont pour but d'élire les députés représentant le département à la Chambre des députés pour un mandat de quatre années.

## Députés sortants
Émile de Kermenguy (Royaliste) est mort le 27 novembre 1893. Albert de Mun (Rallié) est élu le 21 janvier 1894 pour le remplacer.
Maurice d'Hauteroche d'Hulst (Royaliste) décède le 6 novembre 1896. Hippolyte Gayraud (Rallié) est élu lors de la partielle du 28 aout 1897 pour le remplacer.
Aristide Vallon (Opportuniste) est mort le 11 mars 1897. Louis Pichon (Républicain libéral) lui succède lors de la partielle du  25 avril 1897.
| Députés | Députés                      | Parti                      | Fonctions lors de l'élection en 1885                                       |
| ------- | ---------------------------- | -------------------------- | -------------------------------------------------------------------------- |
|         | Louis Hémon                  | Opportuniste               | Conseiller général de Fouesnant. Avocat.                                   |
|         | Émile Gourvil                | Opportuniste               | Conseiller général d'Huelgoat. Avocat.                                     |
|         | Jean-Paul Le Borgne          | Opportuniste               | Conseiller général et maire de Pleyben. Médecin.                           |
|         | Armand Jaouen                | Opportuniste               | Conseiller général et maire de Plouigneau. Propriétaire cultivateur.       |
|         | Sélim Cosmao-Dumenez         | Républicain libéral        | Conseiller général du Pont-l'Abbé. Médecin.                                |
|         | Joseph de Gasté              | Républicain catholique     | Ingénieur de marine.                                                       |
|         | James de Kerjégu             | Républicain libéral-Rallié | Conseiller général du Scaër. Diplomate.                                    |
|         | Joseph-Marie Boucher         | Royaliste                  | Ancien conseiller général de Landerneau. Notaire.                          |
|         | Maurice d'Hauteroche d'Hulst | Royaliste                  | Prélat domestique, fondateur et Recteur de l'Institut catholique de Paris. |
|         | Émile de Kermenguy           | Royaliste                  | Conseiller général de Plouzévédé, maire de Cléder. Propriétaire agricole.  |

## Mode de scrutin
L'élection se fait donc au scrutin d'arrondissement, soit un mode uninominal majoritaire à deux tours. 
La circonscription pour l'élection est l'arrondissement. 
Le scrutin est individuel, chaque arrondissement élisant un député. 
Les arrondissements qui ont plus de cent mille habitants sont divisés. Dans ce cas on élit un député par circonscription électorale crée.
Le découpage existant de 1889 est repris.
Seul l'arrondissement de Quimperlé n'est pas divisé. Celui de Brest est séparé en trois circonscriptions, ceux de Quimper, Châteaulin et Morlaix en deux.
L'article 18 précise qu'il faut réunir pour être élu au premier tour :
1. La majorité absolue des suffrages exprimés ;
2. Un nombre de suffrages égal au quart des électeurs inscrits.

Au deuxième tour la majorité relative suffit. En cas d'égalité c'est le plus âgé qui est élu.

## Résultats

### Arrondissement de Brest

#### 1recirconscription
Brest-1 regroupe les cantons de Brest-1, Brest-2 et Brest-3.
| Candidats      | Candidats                   | Étiquette      | Premier tour | Premier tour | Second tour | Second tour |
| Candidats      | Candidats                   | Étiquette      | Voix         | %            | Voix        | %           |
| -------------- | --------------------------- | -------------- | ------------ | ------------ | ----------- | ----------- |
|                | Léon le Bescond de Coatpont | Royaliste      | 4 674        | 40,98        | 5 723       | 49,68       |
|                | Aristide Vallon             | Opportuniste   | 4 079        | 35,77        | 5 797       | 50,32       |
|                | Paul Picot                  | Radical        | 2 649        | 23,23        |             |             |
|                | Prosper Guyard              | Anarchiste     |              |              |             |             |
|                |                             |                |              |              |             |             |
| Inscrits       | Inscrits                    | Inscrits       | 23 793       | 100,00       | 23 793      | 100,00      |
| Votants        | Votants                     | Votants        | 11 500       | 48,33        | 11 586      | 48,70       |
| Abstention     | Abstention                  | Abstention     | 12 293       | 51,67        | 12 207      | 51,31       |
| Blancs et nuls | Blancs et nuls              | Blancs et nuls | 95           | 0,83         | 66          | 0,57        |
| Exprimés       | Exprimés                    | Exprimés       | 11 405       | 99,17        | 11 520      | 99,43       |

#### 2ecirconscription
Brest-2 regroupe les cantons de Daoulas, Ploudiry, Landerneau, Plabennec.
Joseph-Marie Boucher (Royaliste) ne se représente pas.
| Candidats      | Candidats                      | Étiquette      | Premier tour | Premier tour |
| Candidats      | Candidats                      | Étiquette      | Voix         | %            |
| -------------- | ------------------------------ | -------------- | ------------ | ------------ |
|                | François-Émile Villiers (fils) | Royaliste      | 7 479        | 62,64        |
|                | Léopold Maissin                | Opportuniste   | 4 460        | 37,36        |
|                | Jean-Marie Guérenneur          | Anarchiste     |              |              |
|                |                                |                |              |              |
| Inscrits       | Inscrits                       | Inscrits       | 16 187       | 100,00       |
| Votants        | Votants                        | Votants        | 11 947       | 73,81        |
| Abstention     | Abstention                     | Abstention     | 4 240        | 26,19        |
| Blancs et nuls | Blancs et nuls                 | Blancs et nuls | 8            | 0,07         |
| Exprimés       | Exprimés                       | Exprimés       | 11 939       | 99,93        |

#### 3ecirconscription
Brest-3 regroupe les cantons de Saint-Renan, Ouessant, Ploudalmézeau, Lannilis et Lesneven.
Jules Glaizot renonce à se présenter.
| Candidats      | Candidats                      | Étiquette      | Premier tour | Premier tour |
| Candidats      | Candidats                      | Étiquette      | Voix         | %            |
| -------------- | ------------------------------ | -------------- | ------------ | ------------ |
|                | Maurice d'Hauteroche d'Hulst * | Royaliste      | 11 097       | 94,18        |
|                | Jean Demeule                   | Anarchiste     | 30           | 0,27         |
|                |                                |                |              |              |
| Inscrits       | Inscrits                       | Inscrits       | 17 453       | 100,00       |
| Votants        | Votants                        | Votants        | 11 783       | 67,51        |
| Abstention     | Abstention                     | Abstention     | 5 670        | 32,49        |
| Blancs et nuls | Blancs et nuls                 | Blancs et nuls | 656          | 5,57         |
| Exprimés       | Exprimés                       | Exprimés       | 11 127       | 94,43        |

*sortant

### Arrondissement de Châteaulin

#### 1recirconscription
Chateaulin-1 regroupe les cantons de Crozon, Châteaulin, Faou et Pleyben.
| Candidats      | Candidats             | Étiquette      | Premier tour | Premier tour |
| Candidats      | Candidats             | Étiquette      | Voix         | %            |
| -------------- | --------------------- | -------------- | ------------ | ------------ |
|                | Jean-Paul Le Borgne * | Opportuniste   | 7 765        | 87,63        |
|                |                       |                |              |              |
| Inscrits       | Inscrits              | Inscrits       | 16 998       | 100,00       |
| Votants        | Votants               | Votants        | 8 861        | 52,13        |
| Abstention     | Abstention            | Abstention     | 8 137        | 47,87        |
| Blancs et nuls | Blancs et nuls        | Blancs et nuls | 1 053        | 11,88        |
| Exprimés       | Exprimés              | Exprimés       | 7 808        | 88,12        |

*sortant

#### 2ecirconscription
Chateaulin-2 regroupe les cantons de Carhaix, Châteauneuf-du-Faou et Huelgoat.
Joseph Guéguen (Opportuniste) est mort le 4 mai 1891. Émile Gourvil (Opportuniste) est élu le 12 juillet 1891 pour lui succéder.
| Candidats      | Candidats       | Étiquette      | Premier tour | Premier tour |
| Candidats      | Candidats       | Étiquette      | Voix         | %            |
| -------------- | --------------- | -------------- | ------------ | ------------ |
|                | Émile Gourvil * | Opportuniste   | 5 515        | 94,22        |
|                |                 |                |              |              |
| Inscrits       | Inscrits        | Inscrits       | 12 669       | 100,00       |
| Votants        | Votants         | Votants        | 7 245        | 57,19        |
| Abstention     | Abstention      | Abstention     | 5 424        | 42,81        |
| Blancs et nuls | Blancs et nuls  | Blancs et nuls | 412          | 5,69         |
| Exprimés       | Exprimés        | Exprimés       | 6 833        | 94,31        |

*sortant

### 1recirconscription
Morlaix-1 regroupe les cantons de Morlaix, Lanmeur, Plouigneau, Saint-Thégonnec et Sizun.
Jean-Marie Clech (Opportuniste) est mort le 14 février 1891. Pierre Rouilly (Radical) lui succède lors de la partielle du  19 avril 1891.
Pierre Rouilly décède peu après le 28 janvier 1892. Armand Jaouen (Opportuniste) est élu lors de la partielle du 27 mars 1892 pour le remplacer.
| Candidats      | Candidats            | Étiquette      | Premier tour | Premier tour | Second tour | Second tour |
| Candidats      | Candidats            | Étiquette      | Voix         | %            | Voix        | %           |
| -------------- | -------------------- | -------------- | ------------ | ------------ | ----------- | ----------- |
|                | Louis Vichot         | Opportuniste   | 4 377        | 38,91        | 7 129       | 59,39       |
|                | Paul Swiney          | Opportuniste   | 4 233        | 37,63        |             |             |
|                | Armand Jaouen *      | Opportuniste   | 2 609        | 23,19        |             |             |
|                | Abbé Ernest Patureau | Royaliste      |              |              | 4 875       | 40,61       |
|                |                      |                |              |              |             |             |
| Inscrits       | Inscrits             | Inscrits       | 19 254       | 100,00       | 19 249      | 100,00      |
| Votants        | Votants              | Votants        | 12 029       | 62,48        | 12 281      | 63,80       |
| Abstention     | Abstention           | Abstention     | 7 225        | 37,52        | 6 968       | 36,20       |
| Blancs et nuls | Blancs et nuls       | Blancs et nuls | 779          | 6,48         | 277         | 2,26        |
| Exprimés       | Exprimés             | Exprimés       | 11 250       | 93,52        | 12 004      | 97,75       |

*sortant

### 2ecirconscription
Morlaix-2 regroupe les cantons de Taulé, Landivisiau, Plouescat, Plouzévédé et Saint-Pol-de-Léon.
| Candidats      | Candidats            | Étiquette           | Premier tour | Premier tour |
| Candidats      | Candidats            | Étiquette           | Voix         | %            |
| -------------- | -------------------- | ------------------- | ------------ | ------------ |
|                | Émile de Kermenguy * | Royaliste           | 8 849        | 65,77        |
|                | Claude Caill         | Républicain libéral | 4 605        | 34,23        |
|                |                      |                     |              |              |
| Inscrits       | Inscrits             | Inscrits            | 18 275       | 100,00       |
| Votants        | Votants              | Votants             | 13 549       | 74,14        |
| Abstention     | Abstention           | Abstention          | 4 726        | 25,86        |
| Blancs et nuls | Blancs et nuls       | Blancs et nuls      | 95           | 0,70         |
| Exprimés       | Exprimés             | Exprimés            | 13 454       | 99,30        |

*sortant

### Arrondissement de Quimper

#### 1recirconscription
Quimper-1 regroupe les cantons de Quimper, Fouesnant, Briec et Concarneau.
| Candidats      | Candidats      | Étiquette      | Premier tour | Premier tour |
| Candidats      | Candidats      | Étiquette      | Voix         | %            |
| -------------- | -------------- | -------------- | ------------ | ------------ |
|                | Louis Hémon *  | Opportuniste   | 7 298        | 84,95        |
|                |                |                |              |              |
| Inscrits       | Inscrits       | Inscrits       | 15 370       | 100,00       |
| Votants        | Votants        | Votants        | 8 591        | 55,90        |
| Abstention     | Abstention     | Abstention     | 6 779        | 44,11        |
| Blancs et nuls | Blancs et nuls | Blancs et nuls | 1 204        | 14,01        |
| Exprimés       | Exprimés       | Exprimés       | 7 387        | 85,99        |

*sortant

#### 2ecirconscription
Quimper-2 regroupe les cantons de Douarnenez, Pont-Croix, Plogastel-Saint-Germain et Pont-l'Abbé.
| Candidats      | Candidats              | Étiquette           | Premier tour | Premier tour |
| Candidats      | Candidats              | Étiquette           | Voix         | %            |
| -------------- | ---------------------- | ------------------- | ------------ | ------------ |
|                | Sélim Cosmao-Dumenez * | Républicain libéral | 9 714        | 54,88        |
|                | Raphaël Beléguic       | Rallié              | 7 984        | 45,10        |
|                |                        |                     |              |              |
| Inscrits       | Inscrits               | Inscrits            | 23 350       | 100,00       |
| Votants        | Votants                | Votants             | 17 757       | 76,05        |
| Abstention     | Abstention             | Abstention          | 5 593        | 23,95        |
| Blancs et nuls | Blancs et nuls         | Blancs et nuls      | 55           | 0,31         |
| Exprimés       | Exprimés               | Exprimés            | 17 702       | 99,69        |

*sortant

### Arrondissement de Quimperlé
Quimperlé regroupe l'ensemble des cantons de l'arrondissement de Quimperlé.
| Candidats      | Candidats          | Étiquette                  | Premier tour | Premier tour |
| Candidats      | Candidats          | Étiquette                  | Voix         | %            |
| -------------- | ------------------ | -------------------------- | ------------ | ------------ |
|                | James de Kerjégu * | Républicain libéral-Rallié | 8 338        | 95,31        |
|                |                    |                            |              |              |
| Inscrits       | Inscrits           | Inscrits                   | 14 169       | 100,00       |
| Votants        | Votants            | Votants                    | 8 748        | 61,74        |
| Abstention     | Abstention         | Abstention                 | 5 421        | 38,26        |
| Blancs et nuls | Blancs et nuls     | Blancs et nuls             | 409          | 4,68         |
| Exprimés       | Exprimés           | Exprimés                   | 8 339        | 95,33        |

*sortant

## Députés élus
| Députés | Députés                        | Parti               | Fonctions lors de l'élection en 1893                                       |
| ------- | ------------------------------ | ------------------- | -------------------------------------------------------------------------- |
|         | Louis Hémon *                  | Opportuniste        | Conseiller général de Fouesnant Avocat.                                    |
|         | Émile Gourvil *                | Opportuniste        | Conseiller général d'Huelgoat. Avocat.                                     |
|         | Jean-Paul Le Borgne *          | Opportuniste        | Conseiller général et maire de Pleyben. Médecin.                           |
|         | Louis Vichot                   | Opportuniste        | Conseiller municipal de Morlaix. Mécanicien.                               |
|         | Aristide Vallon                | Opportuniste        | Député sortant de la colonie du Sénégal. Contre-amiral.                    |
|         | Sélim Cosmao-Dumenez *         | Républicain libéral | Conseiller général du Pont-l'Abbé. Médecin.                                |
|         | James de Kerjégu *             | Républicain libéral | Conseiller général du Scaër. Diplomate.                                    |
|         | François-Émile Villiers        | Royaliste           | Conseiller général de Daoulas. Chef de cabinet, propriétaire agricole.     |
|         | Maurice d'Hauteroche d'Hulst * | Royaliste           | Prélat domestique, fondateur et Recteur de l'Institut catholique de Paris. |
|         | Émile de Kermenguy *           | Royaliste           | Conseiller général de Plouzévédé, maire de Cléder. Propriétaire agricole.  |